# Miklósffy-kápolna
A Miklósffy-kápolna a szentgyörgymezői temetőben álló ravatalozókápolna Esztergomban, a Szent György plébánia területén.

## Leírása
A klasszicista stílusban épült, műemlék kápolna temető keleti (Bátori Schulcz Bódog utcai) bejáratától nem messze, szabadon áll. Téglalap alaprajzú, egyhajós, egyenes szentélyzáródású épület. A hajó sátortetővel fedett, de a kápolna hátsó részén álló szentélye nyeregtetős. A bejáratához lépcsősor vezet fel. A főhomlokzatot két-két pilaszter díszíti tetején timpanon, felette a kápolna huszártornya áll, ami félgömb formában végződik tetején kettős keressztel. A bejárat feletti kőtábla emlékezik meg az építtetőről, az alábbi felirattal:
„A felfeszített Üdvözítőnek ditsőségére, a fájdalmas Isten anyjának tiszteletére és el-felejthetetlen drága jó szülői áldott hamvainak háládatos emlékezetére építette Csik-Vatsartsi Miklósffy András 1835 évben.”
A szerény oltár vörös mészkőből készült, fölötte félkör alakú ablak. Az épület déli oldalán emléktábla emlékezik meg Somogyi Károly esztergomi kanonokról, akit végakarata szerint a szentgyörgymezői temetőben helyeztek végső nyugalomra. Az ő könyvfelajánlásából jöhetett létre a mai, szegedi Somogyi Károly Városi és Megyei Könyvtár.

## Története
A kápolnát a mára kihalt Miklósffy család egyik tagja, Csikvátsársi Miklósffy András káptalani ügyvéd építtette 1835-ben. Mivel fenntartását nem biztosította, így a fölszentelése csak 1884. szeptember 14-én történt meg, amikor Majer István választott püspök, a kápolna építtetőnek családtagja, 150 forintot tett le az elhunyt családtagokért mondandó szentmisékre.
Két hold föld haszonbéréből, valamint az alapítványi tőkék kamataiból megtakarított összegből lett a kápolna nagyobb mérvben tatarozva 1895-ben. 1900 őszén kifestették. Temetések alkalmával egyesek kívánságára a harangozás évenként néhány forint jövedelmet hozott a kápolnának. A rendkívül rossz állapotú épületet 2007-ben kívülről teljesen felújították Hernádi Zsolt, esztergomi születésű MOL elnök-vezérigazgató adományából.

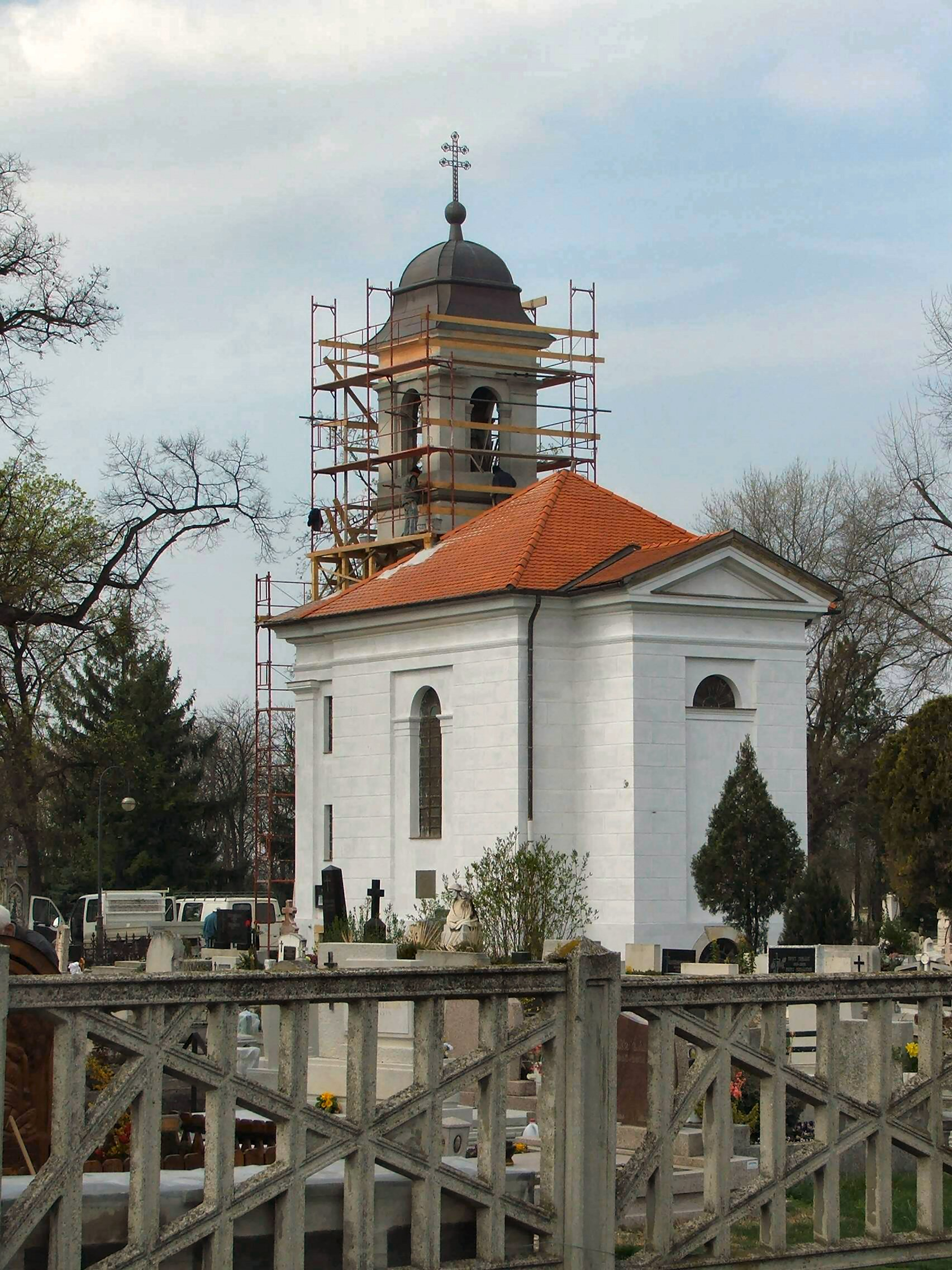
A kápolna hátulja...
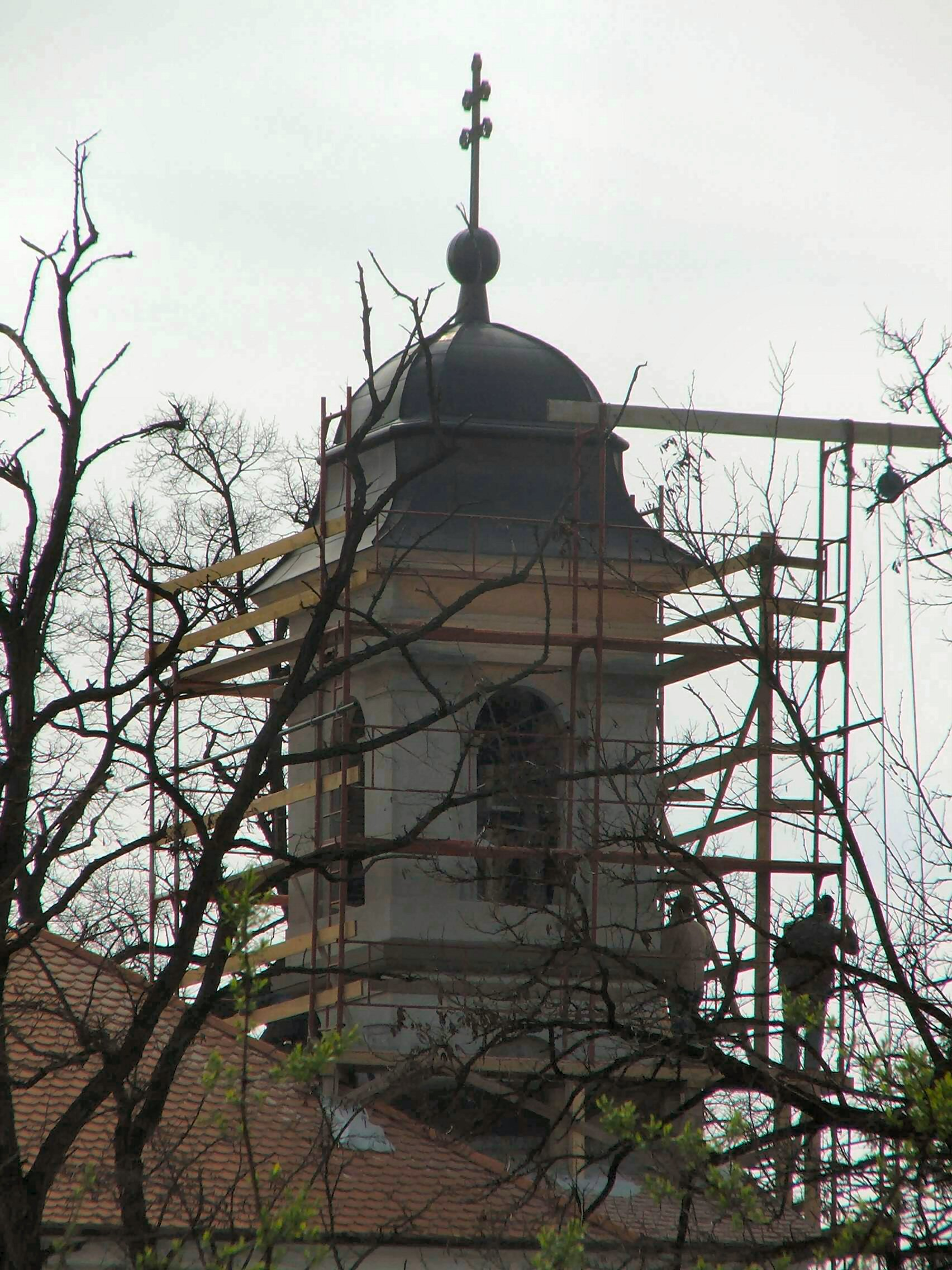
...és a torony felújítása (2007)
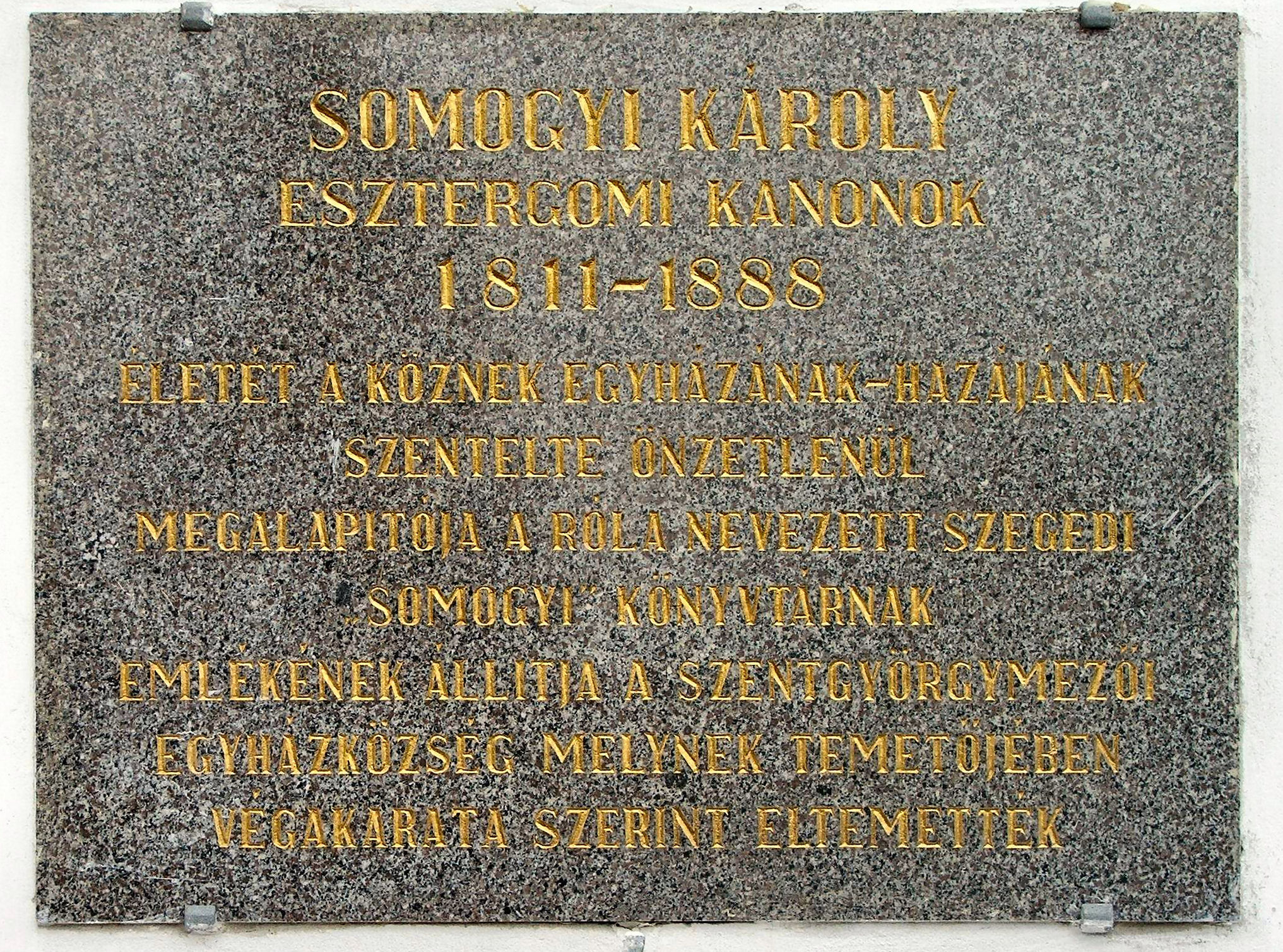
Somogyi Károly emléktáblája
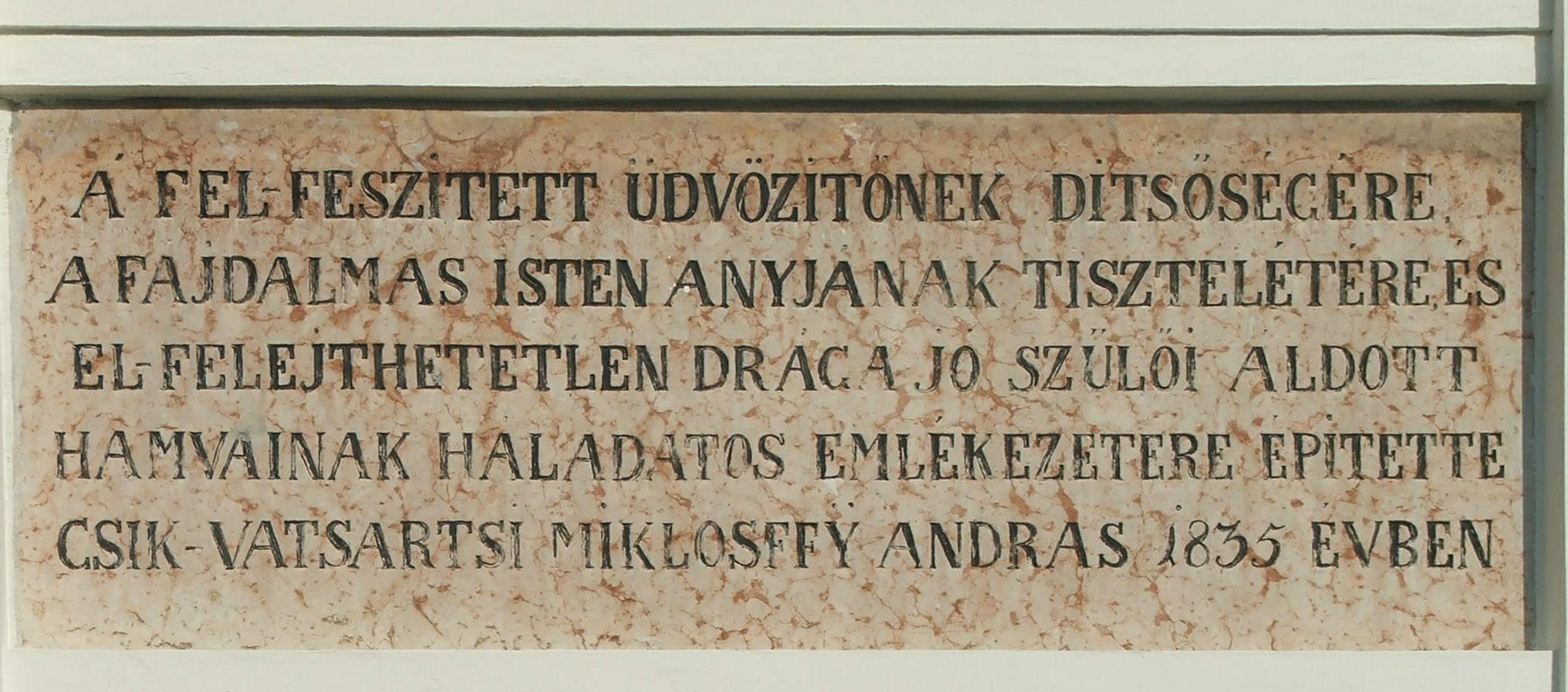
Miklósffy András emléktáblája a bejárat fölött
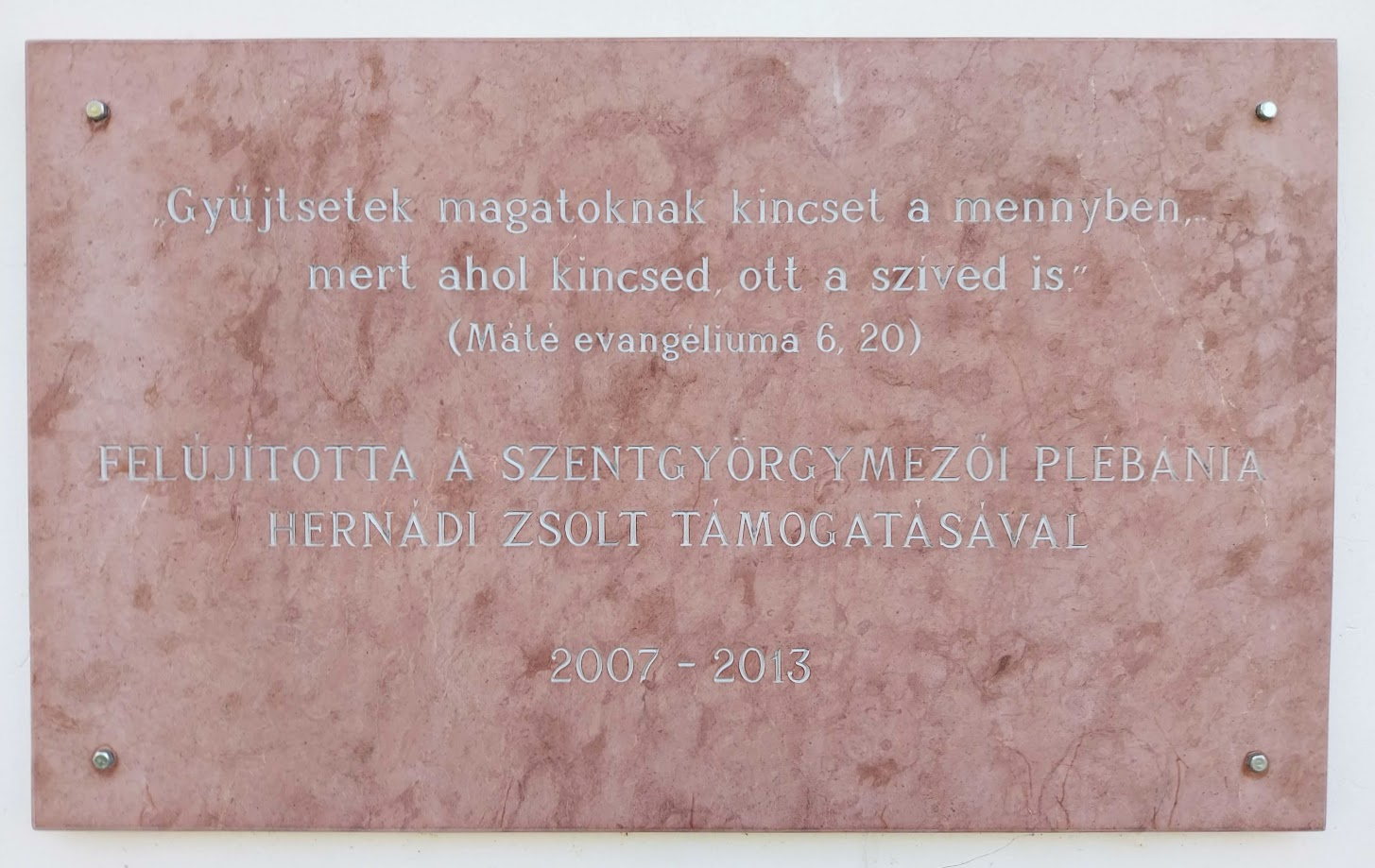
Emléktábla a kápolna 2007-2013 közti felújításáról

## Külső hivatkozások
- Az Esztergom-Szentgyörgymezői Miklósffy-temetőkápolna, ravatalozó a templom.hu-n